# Рилейн
Рилейн (англ. Rylane; ирл. Réileán) — деревня в Ирландии, находится в графстве Корк (провинция Манстер).